# Oncidium splendidum
O  Oncidium splendidum   é uma espécie de orquídeas do gênero Oncidium, da subfamília Epidendroideae da família das Orquidáceas.

## Etimologia
O nome científico provém do latim Oncidium = "inchaço", "tuberculo"  e  splendidum pela aparência geral da inflorescência.

## Sinônimos
- Trichocentrum splendidum (A. Rich. ex-Duch.) M.W. Chase & N.H. Williams (2001)

Nome em Honduras: Lluvia de Oro.

## Habitat
Esta espécie é originária de Honduras e da Guatemala. Esta Orquídea é de crescimento semiterrestre. Área de clima quente e úmido de terras entre 150 e 1700 metros de altitude com alta luminosidade e florescendo nos meses de estiagem do bosque.

## Descrição
O Oncidium splendidum é uma orquídea semiterrestre com pseudobulbos cilíndricos achatados lateralmente de que saem apicalmente duas folhas coriáceas carnosas, en seu centro nascem duas hastes florais de pequenas e numerosas flores. Possui um ramo floral paniculado.

Flores em racemo médio de 4 cm de diâmetro, de cor amarelo dourado com manchas de cor purpúrea nas faixas das sépalas.
Requer um vaso bem drenado com regas abundantes, enquanto estiver em crescimento e diminuir as regas quando estiverem formado os novos pseudobulbos.

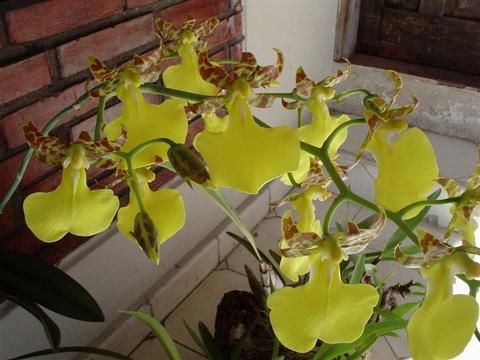
Haste floral de Oncidium esplendidum.

## Cultivo
Tem preferência por alta luminosidade ou com sombra moderada. Para cultivar deve-se plantar em um tronco com a base reta não muito larga, para que se possa manter em pé planta-se a orquídea amarrada a um tutor orientado para o leste.
Pode-se por no exterior como os Cymbidiums para estimular a floração. Em seu crescimento necessita de regas frequentes, porém, quando fica maduro, diminuir as regas até ficar quase seco.